# Andrei Builou
Andrei Builou –en bielorruso, Андрей Буілоў– (Vítebsk, 2004) es un deportista bielorruso que compite en gimnasia en la modalidad de trampolín. Ganó dos medallas de oro en el Campeonato Mundial de Gimnasia en Trampolín de 2021, en la pruebas por equipo y sincronizada.

## Palmarés internacional
| Campeonato Mundial | Campeonato Mundial | Campeonato Mundial | Campeonato Mundial |
| Año                | Lugar              | Medalla            | Prueba             |
| ------------------ | ------------------ | ------------------ | ------------------ |
| 2021               | Bakú (Azerbaiyán)  | Medalla de oro     | Equipo             |
| 2021               | Bakú (Azerbaiyán)  | Medalla de oro     | Sincronizado       |